# Мошовиці
Мошовиці (пол. Moszowice, нім. Moßwitz) — село в Польщі, у гміні Котля Ґлоґовського повіту Нижньосілезького воєводства.
Населення — 121 особа (2011).
У 1975-1998 роках село належало до Легницького воєводства.

## Демографія
Демографічна структура станом на 31 березня 2011 року:
|          | Загалом | Допрацездатний вік | Працездатний вік | Постпрацездатний вік |
| -------- | ------- | ------------------ | ---------------- | -------------------- |
| Чоловіки | 55      | 10                 | 36               | 9                    |
| Жінки    | 66      | 14                 | 37               | 15                   |
| Разом    | 121     | 24                 | 73               | 24                   |